# Notopleura elegans
Notopleura elegans är en måreväxtart som beskrevs av Charlotte M. Taylor. Notopleura elegans ingår i släktet Notopleura och familjen måreväxter. Inga underarter finns listade i Catalogue of Life.